# التهاب الكلى
التهاب الكلية (بالإنجليزية: Nephritis) هو الالتهاب الذي يصيب الكلية ويسببه في كثير من الأحيان العدوى، السموم وأمراض المناعة الذاتية.